# قرار ملاقات با یک رؤیا
قرار ملاقات با یک رؤیا(به انگلیسی: A Date with a Dream) یک فیلم سینمایی کمدی موزیکال بریتانیایی محصول سال ۱۹۴۸ میلادی به کارگردانی دیکی لیمن و با بازی تری توماس، جینی کارسون و والی پچ است. داستان این فیلم مربوط به گروهی از سرگرم‌کنندگان موسیقی است که در یک سال تصمیم می‌گیرند که کار خود را اصلاح کنند. این یکی از اولین فیلم‌های تری توماس بود و تا حدودی براساس تجربیات شخصی وی بنا شده‌است. و نورمن ویزدوم که در آن زمان کمی شناخته شده بود، در یک نقش بسیار کوتاه و بدون دیالوگ ظاهر می‌شود.

## بازیگران
- تری توماس - تری
- جینی کارسون - ژان
- لن لاو - لن
- بیل لاو - بیل
- والی پچ - دایی
- ویک لوئیس - ویک
- آیدا پاتلانسکی - بدلیا
- جوی پورتر - ماکس ایمشی
- اَلفی دین - جو
- جولیا لنگ -
- هری گرین - سید مارلیش
- نورمن ویزدوم - بوکسور سایه
- سیدنی بروملی - غریبه در دفتر مکس[۴]